# Indie pop
Genres dérivés
Pop alternative
Genres associés
Indietronica, indie dance, RnB alternatif
L'indie pop — aussi appelé pop indé ou pop indépendante en français — est un genre musical dérivé du punk rock et du post-punk ayant émergé au Royaume-Uni dans les années 1980. Le terme est parfois employé pour qualifier toutes les formes de pop ne répondant pas aux critères du grand public. Au début des années 1980, après l'effondrement successif du punk, du post-punk puis de la new wave, des groupes ont souhaité retrouver l'innocence de la pop sixties tout en conservant l’attachement pour le DIY cher aux punks. De ce croisement résulte l'indie pop, un genre qui n'atteindra pas la popularité de ses prédécesseurs mais gagnera un public fidèle.

## Histoire
Certaines formations punk rock et post-punk telles que les Buzzcocks, Television Personalities, The Monochrome Set ou Orange Juice, ainsi que des labels tels que Factory Records, New Hormones ou Postcard Records, aident à définir les bases du genre. Cependant, c'est au début des années 1980 que cette musique prend la forme d'un courant à part entière, sous l'influence de Rough Trade (via son distributeur The Cartel) et du groupe The Smiths, référence absolue de l'indie pop. Le label Creation Records, avec des sorties de Felt, de The Weather Prophets ou de The House of Love est également emblématique. En 1986, le NME publie sur cassette la compilation C86, qui s'impose rapidement comme la plus représentative du genre (elle est à l'indie pop ce que les Nuggets sont au garage rock).
L'indie pop est également un des premiers genres musicaux à avoir combattu le machisme dans le rock. Le look souvent asexué mais très étudié de ses principaux protagonistes aide à intégrer les filles. Parmi les figures majeures du genre, on compte ainsi de nombreuses femmes, telles que Clare Wadd (Sarah Records) ou Amelia Fletcher (Talulah Gosh, Heavenly). Le genre connaîtra son heure de gloire au milieu des années 1980 avant de s'affaiblir (du moins commercialement) à l'arrivée du baggy et du grunge. Dans les années 90, le label Sarah Records est celui qui mène le mouvement, avec son éthique DIY, son indépendance et son minimalisme revendiqués,. Il connaît un regain d'intérêt certain depuis le milieu des années 2000 sous l'impulsion de labels comme Slumberland Records ou Captured Tracks, en conservant ses principales caractéristiques (alternance de voix féminines et masculines, guitare, chansons courtes, etc.).
Le NME publie l'album C86. À l'origine paru pour refléter la nouvelle scène musicale britannique de l'époque, il est désormais considéré comme celui qui a lancé l'indie pop au Royaume-Uni (la réédition CD86 publiée en 2006 porte comme sous-titre « 48 Tracks from the Birth of Indie Pop »). La presse britannique, en 1986, se veut très compétitive, avec la publication hebdomadaire de quatre documentations écrites concernant les nouveaux groupes du genre. Les rédacteurs de l'époque du NME s'accordent sur le fait que C86 soit un exemple du genre, mais également un produit de « guerres du hip-hop » du NME, un schisme écrit[pas clair] entre fans de la musique black progressive contemporaine (par exemple, Public Enemy et Mantronix), et fans de morceaux de guitare comme sur C86.